# Louis Aimar
Pour les articles homonymes, voir Aimar.

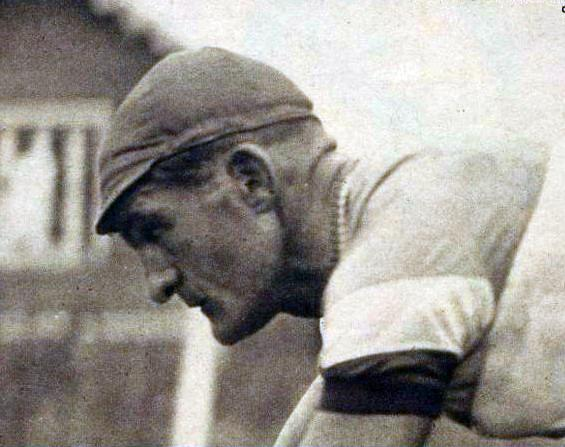
Louis Aimar en 1941.

Louis Aimar, né le 3 janvier 1911 à Pagno (Italie) et mort le 14 septembre 2005 à Aubagne est un coureur cycliste français, professionnel entre 1931 et 1946.

## Palmarès
- 1930
  - Marseille-Toulon-Marseille (?)
  - Grand Prix de Septèmes
- 1931
  - Marseille-Toulon-Marseille
  - 3e du Grand Prix de L'Avenir Cycliste de Nice
- 1932
  - Toulon-Nice
  - Grand Prix Walsdorff
  - 3e de Marseille-Lyon
- 1933
  - Nice-Annot-Nice
  - Critérium du Var
- 1934
  - Grand Prix de Nice
  - Circuit du Mont-Blanc
  - Critérium du Var
  - 2e étape du Circuit des villes d'eaux d'Auvergne
  - 2e du Grand Prix de Cannes
  - 2e de Lyon-Vals-les-Bains
  - 3e du Grand Prix cycliste algérien
- 1935
  - 3e étape du Grand Prix de Bône
  - 2e du Grand Prix de Bône
  - 2e du Circuit du Mont-Blanc
- 1936
  - Toulon-Aubagne-Toulon
- 1937
  - Grand Prix d'Espéraza
  - Marseille-Nice
  - Circuit du Forez
  - 2e de Lyon-Vals-les-Bains
  - 3e de Bourg-Genève-Bourg
- 1938
  - Grand Prix des Nations
  - Grand Prix cycliste de Mende
  - Toulon-Aubagne-Toulon[2]
  - 10e étape du Tour du Maroc
  - 2e du Tour du Maroc
  - 2e du Grand Prix d'Issoire
  - 2e du Tour du Sud-Est
  - 2e de Bourg-Genève-Bourg
  - 3e de Marseille-Lyon
  - 3e de Nice-Annot-Nice
- 1941
  -  Champion de France de poursuite
  - Grand Prix des Nations (zone occupée)
- 1942
  -  Champion de France de poursuite